# Lester Peltier
Lester Peltier (Carenage, Trinidad y Tobago, 13 de septiembre de 1988) es un futbolista trinitense. Juega de delantero y su equipo actual es el Al-Taqadum Club de la Liga Príncipe Mohammad bin Salman.
Su hermano Johan Peltier también es futbolista.

## Selección nacional
| Selección                      | Año           | PJ | Goles |
| ------------------------------ | ------------- | -- | ----- |
| Selección de Trinidad y Tobago | 2010-presente | 41 | 6     |

## Clubes
| Club                      | País              | Año         |
| ------------------------- | ----------------- | ----------- |
| Ma Pau SC                 | Trinidad y Tobago | 2010 - 2011 |
| FK AS Trenčín             | Eslovaquia        | 2011 - 2012 |
| Slovan Bratislava         | Eslovaquia        | 2012 - 2016 |
| FC Irtysh Pavlodar        | Kazajistán        | 2016        |
| Příbram                   | República Checa   | 2016        |
| Patro Eisden Maasmechelen | Bélgica           | 2017        |
| Alashkert FC              | Armenia           | 2017 - 2018 |
| FC Banants Ereván         | Armenia           | 2018        |
| Alashkert FC              | Armenia           | 2018        |
| Al-Mojzel Club            | Arabia Saudita    | 2018 - 2019 |
| Al-Orobah FC              | Arabia Saudita    | 2019        |
| Al Hala SC                | Baréin            | 2019 - 2020 |
| Al-Taqadum Club           | Arabia Saudita    | 2020 -      |